# Kim Wilde/Diskografie
Diese Diskografie ist eine Übersicht über die musikalischen Werke der britischen Pop-Rock-Sängerin Kim Wilde. Den Quellenangaben und Schallplattenauszeichnungen zufolge hat sie bisher mehr als 4,9 Millionen Tonträger verkauft, davon alleine in ihrem Heimatland über 1,8 Millionen. Ihre erfolgreichste Veröffentlichung ist die Single Kids in America mit mehr als 1.100.000 verkauften Einheiten.

## Alben

### Studioalben
| Jahr | Titel                | Höchstplatzierung, Gesamtwochen/‑monate, AuszeichnungChartplatzierungen (Jahr, Titel, Platzierungen, Wochen/Monate, Auszeichnungen, Anmerkungen) | Höchstplatzierung, Gesamtwochen/‑monate, AuszeichnungChartplatzierungen (Jahr, Titel, Platzierungen, Wochen/Monate, Auszeichnungen, Anmerkungen) | Höchstplatzierung, Gesamtwochen/‑monate, AuszeichnungChartplatzierungen (Jahr, Titel, Platzierungen, Wochen/Monate, Auszeichnungen, Anmerkungen) | Höchstplatzierung, Gesamtwochen/‑monate, AuszeichnungChartplatzierungen (Jahr, Titel, Platzierungen, Wochen/Monate, Auszeichnungen, Anmerkungen) | Höchstplatzierung, Gesamtwochen/‑monate, AuszeichnungChartplatzierungen (Jahr, Titel, Platzierungen, Wochen/Monate, Auszeichnungen, Anmerkungen) | Anmerkungen                                                |
| Jahr | Titel                | DE | AT | CH | UK | US | Anmerkungen                                                |
| ---- | -------------------- | --- | --- | --- | --- | --- | ---------------------------------------------------------- |
| 1981 | Kim Wilde            | DE1 Gold · (31 Wo.)DE | — | — | UK3 Gold · (14 Wo.)UK | US86 (22 Wo.)US | Erstveröffentlichung: 29. Juni 1981 Verkäufe: + 370.000    |
| 1982 | Select               | DE4 (19 Wo.)DE | AT20 (2 Wo.)AT | — | UK19 Silber · (11 Wo.)UK | — | Erstveröffentlichung: 10. Mai 1982 Verkäufe: + 280.000     |
| 1983 | Catch as Catch Can   | DE23 (13 Wo.)DE | — | CH6 (16 Wo.)CH | UK90 (1 Wo.)UK | — | Erstveröffentlichung: 24. Oktober 1983 Verkäufe: + 42.006  |
| 1984 | Teases & Dares       | DE22 (22 Wo.)DE | — | CH10 Gold · (9 Wo.)CH | UK66 (2 Wo.)UK | US84 (10 Wo.)US | Erstveröffentlichung: 12. November 1984 Verkäufe: + 25.000 |
| 1986 | Another Step         | DE41 (17 Wo.)DE | — | CH5 Gold · (8 Wo.)CH | UK73 (5 Wo.)UK | US40 (26 Wo.)US | Erstveröffentlichung: 3. Oktober 1986 Verkäufe: + 125.000  |
| 1988 | Close                | DE10 Gold · (34 Wo.)DE | AT7 Gold · (7½ Mt.)AT | CH8 Platin · (36 Wo.)CH | UK8 Platin · (38 Wo.)UK | US114 (6 Wo.)US | Erstveröffentlichung: 13. Mai 1988 Verkäufe: + 825.000     |
| 1990 | Love Moves           | DE24 (15 Wo.)DE | — | CH12 Gold · (9 Wo.)CH | UK37 (3 Wo.)UK | — | Erstveröffentlichung: 14. Mai 1990 Verkäufe: + 25.000      |
| 1992 | Love Is              | DE42 (13 Wo.)DE | AT22 (11 Wo.)AT | CH7 Gold · (15 Wo.)CH | UK21 (3 Wo.)UK | — | Erstveröffentlichung: 18. Mai 1992 Verkäufe: + 75.000      |
| 1995 | Now & Forever        | — | — | CH37 (2 Wo.)CH | — | — | Erstveröffentlichung: 30. Oktober 1995                     |
| 2006 | Never Say Never      | DE17 (7 Wo.)DE | AT22 (5 Wo.)AT | CH11 (9 Wo.)CH | — | — | Erstveröffentlichung: 8. September 2006                    |
| 2010 | Come Out and Play    | DE10 (8 Wo.)DE | AT24 (4 Wo.)AT | CH9 (7 Wo.)CH | — | — | Erstveröffentlichung: 27. August 2010 Verkäufe: + 80.000   |
| 2011 | Snapshots            | DE14 (4 Wo.)DE | — | CH27 (3 Wo.)CH | — | — | Erstveröffentlichung: 26. August 2011                      |
| 2018 | Here Come the Aliens | DE11 (3 Wo.)DE | AT34 (1 Wo.)AT | CH10 (4 Wo.)CH | UK21 (2 Wo.)UK | — | Erstveröffentlichung: 16. März 2018                        |
| 2025 | Closer               | DE11 (1 Wo.)DE | AT14 (1 Wo.)AT | CH10 (2 Wo.)CH | UK27 (1 Wo.)UK | — | Erstveröffentlichung: 31. Januar 2025                      |

grau schraffiert: keine Chartdaten aus diesem Jahr verfügbar

### Livealben
| Jahr | Titel       | Höchstplatzierung, Gesamtwochen, AuszeichnungChartplatzierungen (Jahr, Titel, Platzierungen, Wochen, Auszeichnungen, Anmerkungen) | Höchstplatzierung, Gesamtwochen, AuszeichnungChartplatzierungen (Jahr, Titel, Platzierungen, Wochen, Auszeichnungen, Anmerkungen) | Höchstplatzierung, Gesamtwochen, AuszeichnungChartplatzierungen (Jahr, Titel, Platzierungen, Wochen, Auszeichnungen, Anmerkungen) | Höchstplatzierung, Gesamtwochen, AuszeichnungChartplatzierungen (Jahr, Titel, Platzierungen, Wochen, Auszeichnungen, Anmerkungen) | Höchstplatzierung, Gesamtwochen, AuszeichnungChartplatzierungen (Jahr, Titel, Platzierungen, Wochen, Auszeichnungen, Anmerkungen) | Anmerkungen                           |
| Jahr | Titel       | DE | AT | CH | UK | US | Anmerkungen                           |
| ---- | ----------- | --- | --- | --- | --- | --- | ------------------------------------- |
| 2019 | Aliens Live | DE40 (1 Wo.)DE | — | CH43 (1 Wo.)CH | — | — | Erstveröffentlichung: 16. August 2019 |

### Kompilationen
| Jahr | Titel                            | Höchstplatzierung, Gesamtwochen, AuszeichnungChartplatzierungen (Jahr, Titel, Platzierungen, Wochen, Auszeichnungen, Anmerkungen) | Höchstplatzierung, Gesamtwochen, AuszeichnungChartplatzierungen (Jahr, Titel, Platzierungen, Wochen, Auszeichnungen, Anmerkungen) | Höchstplatzierung, Gesamtwochen, AuszeichnungChartplatzierungen (Jahr, Titel, Platzierungen, Wochen, Auszeichnungen, Anmerkungen) | Höchstplatzierung, Gesamtwochen, AuszeichnungChartplatzierungen (Jahr, Titel, Platzierungen, Wochen, Auszeichnungen, Anmerkungen) | Höchstplatzierung, Gesamtwochen, AuszeichnungChartplatzierungen (Jahr, Titel, Platzierungen, Wochen, Auszeichnungen, Anmerkungen) | Anmerkungen                                                                                    |
| Jahr | Titel                            | DE | AT | CH | UK | US | Anmerkungen                                                                                    |
| ---- | -------------------------------- | --- | --- | --- | --- | --- | ---------------------------------------------------------------------------------------------- |
| 1984 | The Very Best of Kim Wilde       | DE61 (1 Wo.)DE | — | CH25 (3 Wo.)CH | UK78 (4 Wo.)UK | — | Erstveröffentlichung: 1. November 1984                                                         |
| 1993 | The Singles Collection 1981–1993 | DE21 (13 Wo.)DE | AT26 (4 Wo.)AT | CH18 (10 Wo.)CH | UK11 Gold · (7 Wo.)UK | — | Erstveröffentlichung: 6. September 1993 Verkäufe: + 330.000                                    |
| 2021 | Pop Don’t Stop – Greatest Hits   | DE25 (2 Wo.)DE | — | CH41 (1 Wo.)CH | UK51 (1 Wo.)UK | — | Erstveröffentlichung: 6. August 2021 Doppel-CD, auch als Collectors Edition mit 5 CDs + 2 DVDs |

Weitere Kompilationen
- 1993: Love Blonde – The Best of (Verkäufe: + 100.000)
- 1996: The Gold Collection
- 1996: Premium Gold Collection
- 1996: The Best of
- 1998: More of the Best
- 1998: Original Gold
- 2001: The Very Best of Kim Wilde

### Remixalben
- 1993: The Remix Collection (VÖ: nur in Japan)

### Weihnachtsalben
- 2013: Wilde Winter Songbook

## Singles

### Als Leadmusikerin
| Jahr | Titel Album                                          | Höchstplatzierung, Gesamtwochen/‑monate, AuszeichnungChartplatzierungen (Jahr, Titel, Album, Platzierungen, Wochen/Monate, Auszeichnungen, Anmerkungen) | Höchstplatzierung, Gesamtwochen/‑monate, AuszeichnungChartplatzierungen (Jahr, Titel, Album, Platzierungen, Wochen/Monate, Auszeichnungen, Anmerkungen) | Höchstplatzierung, Gesamtwochen/‑monate, AuszeichnungChartplatzierungen (Jahr, Titel, Album, Platzierungen, Wochen/Monate, Auszeichnungen, Anmerkungen) | Höchstplatzierung, Gesamtwochen/‑monate, AuszeichnungChartplatzierungen (Jahr, Titel, Album, Platzierungen, Wochen/Monate, Auszeichnungen, Anmerkungen) | Höchstplatzierung, Gesamtwochen/‑monate, AuszeichnungChartplatzierungen (Jahr, Titel, Album, Platzierungen, Wochen/Monate, Auszeichnungen, Anmerkungen) | Anmerkungen                                                                      |
| Jahr | Titel Album                                          | DE | AT | CH | UK | US | Anmerkungen                                                                      |
| ---- | ---------------------------------------------------- | --- | --- | --- | --- | --- | -------------------------------------------------------------------------------- |
| 1981 | Kids in America Kim Wilde                            | DE5 (32 Wo.)DE | AT12 (2 Mt.)AT | CH5 (11 Wo.)CH | UK2 Platin · (13 Wo.)UK | US25 (18 Wo.)US | Erstveröffentlichung: 26. Januar 1981 Verkäufe: + 1.100.000                      |
| 1981 | Chequered Love Kim Wilde                             | DE2 (24 Wo.)DE | AT16 (1½ Mt.)AT | CH2 (9 Wo.)CH | UK4 Silber · (9 Wo.)UK | — | Erstveröffentlichung: 27. April 1981 Verkäufe: + 250.000                         |
| 1981 | Water on Glass Kim Wilde                             | — | — | — | UK11 (8 Wo.)UK | — | Erstveröffentlichung: 17. Juli 1981                                              |
| 1981 | Cambodia Select                                      | DE2 (26 Wo.)DE | AT4 (3½ Mt.)AT | CH1 (11 Wo.)CH | UK12 (12 Wo.)UK | — | Erstveröffentlichung: 2. November 1981 Verkäufe: + 500.000                       |
| 1982 | View From a Bridge Select                            | DE6 (19 Wo.)DE | AT10 (3 Mt.)AT | CH2 (11 Wo.)CH | UK16 (7 Wo.)UK | — | Erstveröffentlichung: 5. April 1982                                              |
| 1982 | Child Come Away –                                    | DE36 (13 Wo.)DE | — | CH6 (5 Wo.)CH | UK43 (4 Wo.)UK | — | Erstveröffentlichung: 4. Oktober 1982                                            |
| 1983 | Love Blonde Catch As Catch Can                       | DE26 (15 Wo.)DE | — | CH11 (3 Wo.)CH | UK23 (8 Wo.)UK | — | Erstveröffentlichung: 18. Juli 1983                                              |
| 1983 | Dancing in the Dark Catch As Catch Can               | DE26 (12 Wo.)DE | — | CH9 (9 Wo.)CH | UK67 (2 Wo.)UK | — | Erstveröffentlichung: 24. Oktober 1983                                           |
| 1984 | The Second Time (US-Titel: Go for It) Teases & Dares | DE9 (15 Wo.)DE | — | CH7 (12 Wo.)CH | UK29 (9 Wo.)UK | US65 (7 Wo.)US | Erstveröffentlichung: 1. Oktober 1984                                            |
| 1984 | The Touch Teases & Dares                             | DE29 (10 Wo.)DE | — | — | UK56 (3 Wo.)UK | — | Erstveröffentlichung: 26. November 1984                                          |
| 1985 | Rage to Love Teases & Dares                          | DE45 (6 Wo.)DE | — | — | UK19 (8 Wo.)UK | — | Erstveröffentlichung: 15. April 1985                                             |
| 1986 | Schoolgirl Another Step                              | DE38 (6 Wo.)DE | — | — | — | — | Erstveröffentlichung: 8. Juni 1986                                               |
| 1986 | You Keep Me Hangin’ On Another Step                  | DE8 (13 Wo.)DE | AT20 (2½ Mt.)AT | CH2 (10 Wo.)CH | UK2 Silber · (14 Wo.)UK | US1 (21 Wo.)US | Erstveröffentlichung: 19. September 1986 Verkäufe: + 250.000                     |
| 1987 | Another Step (Closer To You) Another Step            | — | — | — | UK6 (11 Wo.)UK | — | Erstveröffentlichung: 16. März 1987                                              |
| 1987 | Say You Really Want Me Another Step                  | — | — | — | UK29 (5 Wo.)UK | US44 (8 Wo.)US | Erstveröffentlichung: 1. Juli 1987                                               |
| 1988 | Hey Mr. Heartache Close                              | DE13 (14 Wo.)DE | — | CH12 (12 Wo.)CH | UK31 (5 Wo.)UK | — | Erstveröffentlichung: 18. April 1988                                             |
| 1988 | You Came Close                                       | DE5 (17 Wo.)DE | AT8 (4 Mt.)AT | CH3 (14 Wo.)CH | UK3 Silber · (11 Wo.)UK | US41 (10 Wo.)US | Erstveröffentlichung: 4. Juli 1988 Verkäufe: + 500.000                           |
| 1988 | Never Trust a Stranger Close                         | DE11 (15 Wo.)DE | AT7 (3 Mt.)AT | CH4 (14 Wo.)CH | UK7 (9 Wo.)UK | — | Erstveröffentlichung: 19. September 1988                                         |
| 1988 | Four Letter Word Close                               | DE27 (10 Wo.)DE | AT23 (1 Mt.)AT | CH18 (4 Wo.)CH | UK6 (12 Wo.)UK | — | Erstveröffentlichung: 21. November 1988                                          |
| 1989 | Love in the Natural Way Close                        | — | — | — | UK32 (6 Wo.)UK | — | Erstveröffentlichung: 20. Februar 1989                                           |
| 1990 | It’s Here Love Moves                                 | DE21 (19 Wo.)DE | — | CH14 (10 Wo.)CH | UK42 (5 Wo.)UK | — | Erstveröffentlichung: 26. März 1990                                              |
| 1990 | Time Love Moves                                      | — | — | — | UK71 (3 Wo.)UK | — | Erstveröffentlichung: 4. Juni 1990                                               |
| 1990 | Can’t Get Enough (of Your Love) Love Moves           | DE58 (5 Wo.)DE | — | — | — | — | Erstveröffentlichung: 2. Juli 1990                                               |
| 1990 | I Can’t Say Goodbye Love Moves                       | — | — | — | UK51 (3 Wo.)UK | — | Erstveröffentlichung: 3. Dezember 1990                                           |
| 1992 | Love Is Holy Love Is...                              | DE42 (13 Wo.)DE | AT28 (1 Wo.)AT | CH13 (12 Wo.)CH | UK16 (6 Wo.)UK | — | Erstveröffentlichung: 21. April 1992                                             |
| 1992 | Heart Over Mind Love Is...                           | — | — | — | UK34 (3 Wo.)UK | — | Erstveröffentlichung: 8. Juni 1992                                               |
| 1992 | Who Do You Think You Are? Love Is...                 | DE58 (9 Wo.)DE | — | — | UK49 (3 Wo.)UK | — | Erstveröffentlichung: 13. Juli 1992                                              |
| 1993 | If I Can’t Have You The Singles Collection 1981–1993 | DE51 (14 Wo.)DE | AT29 (1 Wo.)AT | CH18 (12 Wo.)CH | UK12 (8 Wo.)UK | — | Erstveröffentlichung: 28. Juni 1993 Verkäufe: + 70.000; Original: Yvonne Elliman |
| 1993 | In My Life The Singles Collection 1981–1993          | DE78 (3 Wo.)DE | — | — | UK54 (1 Wo.)UK | — | Erstveröffentlichung: 25. Oktober 1993                                           |
| 1995 | Breakin’ Away Now and Forever                        | DE79 (6 Wo.)DE | — | — | UK43 (2 Wo.)UK | — | Erstveröffentlichung: 25. September 1995                                         |
| 1996 | This I Swear Now and Forever                         | DE91 (2 Wo.)DE | — | — | UK46 (2 Wo.)UK | — | Erstveröffentlichung: 29. Januar 1996                                            |
| 1996 | Shame –                                              | — | — | — | UK79 (1 Wo.)UK | — | Erstveröffentlichung: 30. September 1996                                         |
| 2001 | Loved The Very Best of Kim Wilde                     | — | — | CH68 (4 Wo.)CH | — | — | Erstveröffentlichung: 3. Dezember 2001                                           |
| 2002 | Born to Be Wild –                                    | DE84 (2 Wo.)DE | — | CH71 (4 Wo.)CH | — | — | Erstveröffentlichung: 14. Oktober 2002 Original: Steppenwolf                     |
| 2006 | You Came (2006) Never Say Never                      | DE20 (9 Wo.)DE | AT24 (14 Wo.)AT | CH19 (13 Wo.)CH | — | — | Erstveröffentlichung: 18. August 2006                                            |
| 2006 | Perfect Girl Never Say Never                         | DE52 (9 Wo.)DE | — | — | — | — | Erstveröffentlichung: 17. November 2006                                          |
| 2010 | Lights Down Low Come Out and Play                    | DE34 (9 Wo.)DE | — | CH62 (1 Wo.)CH | — | — | Erstveröffentlichung: 13. August 2010                                            |
| 2011 | It’s Alright / Sleeping Satellite Snapshots          | DE98 (1 Wo.)DE | — | — | — | — | Erstveröffentlichung: 19. August 2011                                            |

Weitere Singles
- 1982: Take Me Tonight (VÖ: nur in Japan)
- 1984: House of Salome
- 1990: World in Perfect Harmony
- 1992: Million Miles Away
- 1994: Kids in America ’94
- 2007: Sorry Seems to Be the Hardest Word (mit Marty Wilde)
- 2007: Together We Belong
- 2007: Baby Obey Me (feat. Ill Inspecta)
- 2010: Real Life
- 2011: To France
- 2018: Pop Don’t Stop
- 2018: Kandy Krush
- 2018: Birthday
- 2021: Shine On (mit Boy George)
- 2021: You’re My Karma (mit Tom Aspaul)
- 2024: Trail of Destruction
- 2024: Midnight Train

### Als Gastmusikerin
| Jahr | Titel Album                                            | Höchstplatzierung, Gesamtwochen, AuszeichnungChartplatzierungen (Jahr, Titel, Album, Platzierungen, Wochen, Auszeichnungen, Anmerkungen) | Höchstplatzierung, Gesamtwochen, AuszeichnungChartplatzierungen (Jahr, Titel, Album, Platzierungen, Wochen, Auszeichnungen, Anmerkungen) | Höchstplatzierung, Gesamtwochen, AuszeichnungChartplatzierungen (Jahr, Titel, Album, Platzierungen, Wochen, Auszeichnungen, Anmerkungen) | Höchstplatzierung, Gesamtwochen, AuszeichnungChartplatzierungen (Jahr, Titel, Album, Platzierungen, Wochen, Auszeichnungen, Anmerkungen) | Höchstplatzierung, Gesamtwochen, AuszeichnungChartplatzierungen (Jahr, Titel, Album, Platzierungen, Wochen, Auszeichnungen, Anmerkungen) | Anmerkungen                                                                         |
| Jahr | Titel Album                                            | DE | AT | CH | UK | US | Anmerkungen                                                                         |
| ---- | ------------------------------------------------------ | --- | --- | --- | --- | --- | ----------------------------------------------------------------------------------- |
| 1987 | Rockin’ Around the Christmas Tree –                    | — | — | — | UK3 Silber · (8 Wo.)UK | — | Erstveröffentlichung: 23. November 1987 Comic Relief presents Mel Smith & Kim Wilde |
| 2003 | Anyplace, Anywhere, Anytime 20 Jahre – Nena feat. Nena | DE3 (15 Wo.)DE | AT1 (19 Wo.)AT | CH9 (21 Wo.)CH | — | — | Erstveröffentlichung: 19. Mai 2003 mit Nena                                         |

Weitere Gastbeiträge
- 2009: Run to You (Fibes oh Fibes feat. Kim Wilde)
- 2017: F U Kristmas! (Kim Wilde vs Lawnmower Deth)[5]

## Statistik

### Chartauswertung
|                     | DE     | AT    | CH     | UK     | US    |
| ------------------- | ------ | ----- | ------ | ------ | ----- |
| Nummer-eins-Alben   | DE1DE  | AT—AT | CH—CH  | UK—UK  | US—US |
| Top-10-Alben        | DE4DE  | AT1AT | CH8CH  | UK2UK  | US—US |
| Alben in den Charts | DE17DE | AT8AT | CH16CH | UK13UK | US4US |

|                       | DE     | AT     | CH     | UK     | US    |
| --------------------- | ------ | ------ | ------ | ------ | ----- |
| Nummer-eins-Singles   | DE—DE  | AT1AT  | CH1CH  | UK—UK  | US1US |
| Top-10-Singles        | DE8DE  | AT5AT  | CH11CH | UK8UK  | US1US |
| Singles in den Charts | DE30DE | AT12AT | CH21CH | UK31UK | US5US |

### Auszeichnungen für Musikverkäufe
| Silberne Schallplatte - Frankreich - 1988: für die Single You Came Goldene Schallplatte - Dänemark - 1994: für das Album The Singles Collection 1981–1993 - Finnland - 1982: für das Album Select - 1982: für das Album Kim Wilde - 1983: für das Album Catch As Catch Can - Frankreich - 1981: für die Single Kids in America - 1982: für die Single Cambodia - 1983: für das Album Select - 1988: für das Album Close - 1993: für das Album Love Blonde – The Best of - Japan - 1983: für das Album Select - Kanada - 1987: für die Single You Keep Me Hangin’ on - 1987: für das Album Another Step - Niederlande - 1989: für das Album Close - 1994: für das Album The Singles Collection 1981–1993 - Norwegen - 1987: für das Album Another Step - Schweden - 1989: für das Album Close - 1992: für das Album Love Is… - 1993: für das Album The Singles Collection 1981–1993 | Platin-Schallplatte - Australien - 1993: für das Album The Singles Collection 1981–1993 - 1994: für die Single If I Can’t Have You |

Anmerkung: Auszeichnungen in Ländern aus den Charttabellen bzw. Chartboxen sind in ebendiesen zu finden.
| Land/RegionAuszeichnungen für Musikverkäufe (Land/Region, Auszeichnungen, Verkäufe, Quellen) | Silber     | Gold       | Platin     | Verkäufe  | Quellen                                                                     |
| -------------------------------------------------------------------------------------------- | ---------- | ---------- | ---------- | --------- | --------------------------------------------------------------------------- |
| Australien (ARIA)                                                                            | —          | —          | 2× Platin2 | 140.000   | aria.com.au                                                                 |
| Dänemark (IFPI)                                                                              | —          | Gold1      | —          | 60.000    | worldradiohistory.com                                                       |
| Deutschland (BVMI)                                                                           | —          | 2× Gold2   | —          | 500.000   | musikindustrie.de                                                           |
| Finnland (IFPI)                                                                              | —          | 3× Gold3   | —          | 82.006    | ifpi.fi                                                                     |
| Frankreich (SNEP)                                                                            | Silber1    | 5× Gold5   | —          | 1.550.000 | infodisc.fr                                                                 |
| Japan (RIAJ)                                                                                 | —          | Gold1      | —          | 100.000   | Einzelnachweise                                                             |
| Kanada (MC)                                                                                  | —          | 2× Gold2   | —          | 100.000   | musiccanada.com                                                             |
| Niederlande (NVPI)                                                                           | —          | 2× Gold2   | —          | 100.000   | nvpi.nl                                                                     |
| Norwegen (IFPI)                                                                              | —          | Gold1      | —          | 50.000    | worldradiohistory.com                                                       |
| Österreich (IFPI)                                                                            | —          | Gold1      | —          | 25.000    | worldradiohistory.com                                                       |
| Schweden (IFPI)                                                                              | —          | 3× Gold3   | —          | 150.000   | sverigetopplistan.se ifpi.se (Memento vom 21. Mai 2012 im Internet Archive) |
| Schweiz (IFPI)                                                                               | —          | 4× Gold4   | Platin1    | 150.000   | hitparade.ch worldradiohistory.com                                          |
| Vereinigtes Königreich (BPI)                                                                 | 5× Silber5 | 2× Gold2   | 2× Platin2 | 1.860.000 | bpi.co.uk                                                                   |
| Insgesamt                                                                                    | 6× Silber6 | 27× Gold27 | 5× Platin5 |           |                                                                             |